# 札幌映像プロダクション
株式会社札幌映像プロダクション（さっぽろえいぞうプロダクション）は、放送番組の制作、中継、放送局へのスタッフ派遣などの業務を行う企業。

## 概要
先住民族アイヌの伝統文化を映像として記録することを目的に札幌テレビ放送（STV）の子会社として、1975年（昭和50年）12月22日設立。現在、映像に関する全ての分野にわたり、企画から制作、販売まで、自社のスタッフと機材によって処理することのできる総合制作プロダクション。STVへディレクター、記者、カメラマン、技術、エディターなどの派遣も行っているが、他系列局への制作協力も多い。中継車を自社で所有している。4Kカメラ（SONY PMW-F55２式）や4K編集機などを積極的に導入している。

## アナウンサー
2012年7月1日付けで、同じく札幌テレビが完全出資した番組制作子会社で、STVに契約アナウンサーを派遣していたオフィス・サッポロを吸収合併、これに伴いアナウンサーの受け入れを開始した。

### 現在
現在所属しているアナウンサーは以下の通り。ほぼSTV専属契約の形で活動している。明石以外はオフィス・サッポロとの合併時に同社より転籍。
- 和久井薫 - 元STVアナウンサー。定年退職後STV嘱託を経て当社所属。
- 明石英一郎 - 元STVアナウンサー、スポーツ局長などを経て2020年7月より同社専務取締役。同年9月のSTV定年退職まではSTVから同社への出向扱いであった。2025年6月より代表取締役社長。
- 奈良愛美
- 川嶋留美

### 過去
- 三好りさ - STVスポーツ情報部出向を最後に2014年12月退職
- 巻山晃 - 2003年、STV定年退職後より所属。2016年3月引退、2022年11月26日死去。